# قرار مجلس الأمن التابع للأمم المتحدة رقم 1482
قرار مجلس الأمن التابع للأمم المتحدة رقم 1482، المتخذ بالإجماع في 19 مايو / أيار 2003، بعد الإشارة إلى المراسلات بين رئيس مجلس الأمن، ورئيس المحكمة الجنائية الدولية لرواندا ورئيس المحكمة الجنائية الدولية، مدد المجلس فترة ولاية من أربعة قضاة دائمين في المحكمة الجنائية الدولية لرواندا للسماح لهم بالفصل في عدد من القضايا الجارية.
استجابة لطلب الأمين العام كوفي عنان، مدد مجلس الأمن فترة ولاية أربعة قضاة لم يتم إعادة انتخابهم لولاية ثانية في انتخابات 31 كانون الثاني / يناير 2003، والتي كانت ستنتهي ولايتهم في 24 أيار / مايو 2003. لقد بدأوا في القضايا قبل أن تنتهي مددهم. تم اتخاذ القرار من أجل تجنب بدء المحاكمات مرة أخرى مع قضاة جدد وإعادة سماع الشهود وتقديم المرافعات. القضاة الأربعة هم:
(أ) القاضي بافيل دولينك (سلوفينيا)، من أجل استكمال قضية سيانغوغو؛
(ب) القاضي ياكوف أوستروفسكي (روسيا)، من أجل استكمال قضية سيانغوغو؛
(ج) القاضي وينستون ماكوتو (ليسوتو)، من أجل استكمال قضيتي كاجيليجيلي وكاموهاندا؛
(د) القاضية نافانيثيم بيلاي (جنوب أفريقيا)، من أجل استكمال قضية وسائط الإعلام.
وأشار القرار إلى أنه من المتوقع أن تكتمل قضية سيانغوغو بنهاية فبراير 2004، بينما من المتوقع أن تكتمل قضايا كاجيليجلى وكاموهاندا ووسائط الإعلام بنهاية ديسمبر 2003. طُلب إلى رئيس المحكمة الجنائية الدولية لرواندا تقديم ثلاثة تقارير بحلول 1 آب / أغسطس و15 تشرين الثاني / نوفمبر 2003 و15 كانون الثاني / يناير 2004 بشأن التقدم المحرز في القضايا المذكورة في القرار الحالي إلى مجلس الأمن.

## روابط خارجية
- نص القرار في undocs.org